# Мезозой
| Еон                         | Ера Продължителност    | Период                 | Начало в млн. г. |
| --------------------------- | ---------------------- | ---------------------- | ---------------- |
| Фанерозой                   |                        |                        |                  |
| Неозой 65,5 млн. г.         | Кватернер              | 2,588                  |                  |
| Неозой 65,5 млн. г.         | Неоген                 | 23,03                  |                  |
| Неозой 65,5 млн. г.         | Палеоген               | 65,5                   |                  |
| Мезозой 185,5 млн. г.       | Креда                  | 145,5                  |                  |
| Мезозой 185,5 млн. г.       | Юра                    | 199,6                  |                  |
| Мезозой 185,5 млн. г.       | Триас                  | 251                    |                  |
| Палеозой 291 млн. г.        | Перм                   | 299                    |                  |
| Палеозой 291 млн. г.        | Карбон                 | 359,2                  |                  |
| Палеозой 291 млн. г.        | Девон                  | 416                    |                  |
| Палеозой 291 млн. г.        | Силур                  | 443,7                  |                  |
| Палеозой 291 млн. г.        | Ордовик                | 488,3                  |                  |
| Палеозой 291 млн. г.        | Камбрий                | 542                    |                  |
| Протерозой                  |                        |                        |                  |
| Неопротерозой 458 млн. г.   | Едиакарий              | 630                    |                  |
| Неопротерозой 458 млн. г.   | Криоген                | 850                    |                  |
| Неопротерозой 458 млн. г.   | Тоний                  | 1 000                  |                  |
| Мезопротерозой 600 млн. г.  | Стений                 | 1 200                  |                  |
| Мезопротерозой 600 млн. г.  | Ектасий                | 1 400                  |                  |
| Мезопротерозой 600 млн. г.  | Калимий                | 1 600                  |                  |
| Палеопротерозой 900 млн. г. | Статерий               | 1 800                  |                  |
| Палеопротерозой 900 млн. г. | Орозирий               | 2 050                  |                  |
| Палеопротерозой 900 млн. г. | Рясий                  | 2 300                  |                  |
| Палеопротерозой 900 млн. г. | Сидерий                | 2 500                  |                  |
| Архай                       | Неоархай 300 млн. г.   | Неоархай 300 млн. г.   | 2 800            |
| Архай                       | Мезоархай 400 млн. г.  | Мезоархай 400 млн. г.  | 3 200            |
| Архай                       | Палеоархай 400 млн. г. | Палеоархай 400 млн. г. | 3 600            |
| Архай                       | Еоархай                | Еоархай                | 4 000            |
| Хадей                       | Хадей                  | Хадей                  | 4 540            |

Мезозоят е предпоследната геоложка ера от историята на Земята. Обхваща приблизително периода от преди 251 млн. г. до преди 65 млн. г., като продължителността ѝ е около 186 млн. г. За първи път мезозойската ера е обособена през 1841 г. от английския геолог Джон Филипс (1800 – 1874). Мезозойската ера се дели на три периода: триас, юра и креда. Ерата се явява времето на формирането на основните контури на съвременните континенти и, вероятно, повечето от океанските падини (освен Тихия океан, който, напълно е възможно да е съществувал от по-рано). Характеризира се с растителност, състояща се основно от папрати и голосеменни и фауна с преобладаване на рептилиите сред гръбначните. В същото време мезозоят е ера, през която възникват първите покритосеменни растения, бозайниците и птиците.

## Общи сведения
В края на палеозоя всичките древни платформи били издигнати над морското равнище и опасани от нагънати планински системи, образувани в резултат на херцинската орогенеза. Източноевропейската и Сибирската платформи отново се съединили чрез нововъзникналите планински системи в Урал, Казахстан, Тяншан, Алтай и Монголия. Площта на сушата силно се увеличила за сметка на формирането на планински области в Западна Европа, а също и по перифериите на древните платформи Австралия, Северна Америка, Южна Америка (Андите). В южното полукълбо продължава да съществува огромния по площ древен континент Гондвана. По този начин в края на палеозойската ера континенталните блокове от земната кора заемали огромни пространства. С настъпването на мезозоя започва тяхното бавно потъване, съпроводено с морска трансгресия. Континентът Гондвана се разкъсва и разпада на обособени континенти: Африка, Южна Америка, Австралия, Антарктида и масивът на полуостров Индостан. Започвайки от юрския период морските води заливат огромни площи от древните платформи (Източноевропейска, Индостанска, Южноамериканска) и току що формиралите се нагънати области се превръщат във фундамент на младите платформи (Западносибирска, Скитска, Туранска и др.). В пределите на Южна Европа и Югозападна Азия започват да се формират дълбоки падини, дали началото на Алпийската геосинклинална област. Такива огромни падини, но в океанската земна кора възникват и по краищата на Тихия океан. Морската трансгресия, разширяването и потъването на геосинклиналните падини продължава и през кредния период. Чак в края на кредата започва бавното издигане на континентите и съкращаване площта на моретата.
Морските наслаги от триаса и юрата се характеризират със слоеве от черни глини и глинести шисти с прослойки от пясъчници, понякога много мощни. Около Средиземно и Черно море се формират типични горноюрски пластове от варовици с коралови постройки и рифове (Португалия, Алпите, Крим, Кавказ и др.). В началото на кредата се натрупват пясъчно-глинести, на места червеноцветни лагунни наслаги. За горната креда е характерно широкото разпространение на пясъчно-глауконитови наслаги и карбонатни седименти (варовици). Скалите, формирани по време на кредата образуват на земната повърхност три обширни зони. Между 30°с.ш. и 30°ю.ш. са разпространени карбонатни наслаги, на места червеноцветни, свързани със зоната на тропичен климат. На север и юг от тази зона, до Северния и Южния полярни кръгове са разпространени пясъчно-глауконитови наслаги, често с фосфорити, свързани със зоната на умерен климат. Следователно климатичната зоналност тогава е била близка до съвременната, но с по-широки зони с тропичен и умерен климат. Явно, през триаса и юрата и ширината на влажните тропици е била доста широка.

## Органичен свят

### Сухоземна флора и фауна
Предимно аридните условия през перма и началото на триаса се сменили през мезозоя с все по-увеличаващ се влажен климат. Обилната растителност от карбонския период с разцвет на дървовидни плауни (лепидодендрони, сигиларии), гигантски каламити, кордаити и други групи растения измряла през сухите климатични условия на перма. През мезозоя започва обновление на флората и широкото разпространение на растителна покривка в големи участъци от континентите. През триаса на континентите все още господствали обширни аридни климатични зони с бедна растителност, в които в условията на равнини и езерни водоеми са се отлагали червеноцветни пясъчно-глиненсти наслаги с гипс. В умерените климатични пояси значителни площи били покрити с гори от иглолистни (Voltzia и др.), хвощови, папратови, дървовидни плауни (Pleuromeia) и потомците на кордаитите – юката (Vuceites). В заблатените пространства на горите се образували торфени залежи, от които впоследствие възникнали въглищните пластове (Урал, Забайкалие, Корея, Япония, Индия, Южна Африка, Австралия). В Южноамериканската платформа (басейна на река Парана) и в Тунгуската падина на Сибирската платформа през триаса започва натрупване на мощни пластове от туфи и лави, свързани с многочислените вулкани. През юрския период моретата заливат обширни пространства в Европа, Западен и Източен Сибир, Северна Африка и източното крайбрежие на Тихия океан. В пределите на континентите се образуват значителни равнинни пространства, напоявани от реки, покрити в условията на умерен и тропичен влажен климат с пищна растителна покривка и заети от обширни езера и блата. В тях започва натрупване на торф, който впоследствие се преобразува във въглищни пластове. В състава на растителната покривка в тропичните и субтропичните пояси най-голямо разпространение имат голосеменните растения – иглолистни, гинкови, бенетитови и сагови (цикадови). Сред споровите растения преобладавали папратите, а хвощовете и плауните започват да играят подчинена роля. В северния умерен пояс доминирали иглолистните и гинковите гори. През триаса завършва века на гигантските амфибии – стегоцефалите и вече в края на триаса преобладаваща роля в гръбначната фауна получават рептилиите. Гигантските рептилии достигат особено развитие през юрския и кредния периоди. Те оформят значително разнообразие и се разделят на водни гущери (плезиозаври и ихтиозаври), сухоземни гущери – динозаври (игуанодонти, трахиодонти, стегозаври и др.) и летящи гущери (птерозаври). Особено благоприятна среда за тяхното развитие били обширните тропически гори и езерно-блатни падини, в които те са се изхранвали с водни растения. През юрата се появяват първите малки бозайници и първите зъбчати птици – археоптериксите.
През средата на кредния период започва силно изменение в състава на растителността. Покритосеменните растения, първите представители на които се появили в началото на кредата, в средата на периода заемат господстващо положение и го съхраняват и понастоящем. Влаголюбивата юрско-раннокредна растителност постепенно заема подчинена роля, макар реликтите от тази флора съществуват и досега в някои тропични и субтропични области (например в Нова Зеландия). В състава на кредната флора от покритосеменни преобладават платани, лаврови, фикуси, магнолиеви, бобови и др. Сред иглолистните са били разпространени борови, тисови, секвои, таксодиум и др. Бенетитовите в края на кредата измират, а от гинковите остава само един вид. Папратите и саговите започват да играят подчинена роля. В тропичните и умерени пояси растат обширни гори и продължава натрупването на торфени, превръщащи се по-късно във въглищни залежи. Развитието на покритосеменните растения в средата на кредата съдействало за разпространението на насекоми (опилители), а това, от своя страна, довежда до широко развитие на различни класове птици, а след това и бозайници, които изместват влечугите. В края на мезозойската ера големите рептилии (динозаврите) измират.

### Морска флора и фауна
През мезозойската ера значително се изменила морската флора и фауна. Палеозойските родове и видове напълно изчезват и в началото на триаса се заменят с нови. Получават развитие пластинчато-хрилите и коремоногите мекотели, а раменоногите, преобладаващи през палеозоя, отиват на втори план. От главоногите най-голям разцвет имат амонитите и белемнитите, а от иглокожите – морските таралежи и морските лилии. Рибите търпят бурно развитие и господстващо положение сред тях започнат да имат костните риби. В края на мезозоя измират гигантските морски рептилии (ихтиозаври), а от безгръбначните – амонитите, белемнитите и др.

## Полезни изкопаеми
Към мезозойските наслаги, освен залежите от кафяви и черни въглища (Русия, Китай, САЩ), са привързани още находищата на нефт, седиментни железни руди (Русия, Франция, Унгария, Румъния и др.), залежи на фосфорити и каменна сол (Русия). С интрузивните скали от геосинклиналните области на Тихоокеанския пояс са свързани находищата на злато (Аляска, Калифорния, Верхоянск), сребро, мед, олово, цинк, калай.